# چارلز آرنت
چارلز آرنت (انگلیسی: Charles Arnt؛ ‏ ۲۰ اوت ۱۹۰۶ – ۶ اوت ۱۹۹۰) یک هنرپیشه اهل ایالات متحده آمریکا بود. او بین سالهای ۱۹۳۳ و ۱۹۶۲ میلادی در بیش‌از ۱۲۹ فیلم ظاهر شد. وی در میشیگان سیتی، ایندیانا به دنیا آمد و بالاخره در جزیره اورکاس بر اثر سرطان لوزالمعده و سرطان کبد درگذشت.
از فیلم‌ها یا برنامه‌های تلویزیونی که وی در آن نقش داشته‌است می‌توان به جلوی سحر را بگیرید، بانو نقشه‌هایی دارند، پیتسبرگ، اجتماع در فرانسه، در لباسی خیره‌کننده و در اکلاهمای سابق اشاره کرد.